# Wenkbrauwspoorkoekoek
De wenkbrauwspoorkoekoek (Centropus superciliosus) is een vogel uit de familie Cuculidae (koekoeken). In tegenstelling tot de gewone koekoek vertoont de wenkbrauwspoorkoekoek geen nestparasitisme.

## Verspreiding en leefgebied
Deze soort komt voor in oostelijk en het zuidelijke deel van Centraal-Afrika, maar ook op het Arabisch Schiereiland en telt twee ondersoorten:
- C. s. superciliosus: zuidwestelijk Arabië, Socotra, van oostelijk Soedan tot westelijk Somalië, noordelijk, centraal en oostelijk Kenia, noordoostelijk Oeganda en noordoostelijk Tanzania.
- C. s. loandae: van Oeganda en zuidwestelijk Kenia tot noordelijk Zimbabwe, Botswana en Angola.